# Narses I
Narses (? - 302) foi um rei do Império Sassânida (em persa: ساسانیان). Reinou de 293 até 302.

## Nome
Narses é a forma helenizada e latinizada do nome. Em armênio, ocorre como Nerses. A atestação mais antiga do nome ocorre nos Feitos do Divino Sapor, uma inscrição trilíngue do reinado do xainxá sassânida Sapor I (r. 240–270). Em parta é registrado como Narsēs e em pálavi como Narsē. O nome deriva do avéstico Nairyō saŋha-, que literalmente significa "o de muitos discursos", ou seja, o mensageiro divino.

## Vida
Narses foi antecedido por Vararanes III, reinou por dezoito anos e foi sucedido por Hormisda II.
Em 294, Narses atacou a Arménia e forçou Tirídates III a se refugiar no território romano; em seguida, Narses atacou a Mesopotâmia e a Síria.
Em 301, Narses derrotou o césar romano  Galério Maximiano, que correu diante de Diocleciano usando a roupa púrpura. Nesta batalha, Tirídates III, da Arménia, combateu do lado dos romanos, e só conseguiu escapar porque fugiu através do Rio Eufrates a nado, mesmo com o peso da armadura.
No ano seguinte, Galério derrotou Narses, capturando suas esposas, filhos e irmãs, e foi recebido com honra por Diocleciano. Narses foi obrigado a devolver à Arménia as cinco províncias (Arzanena, Moxoena, Zabdiena, Rimena e Gordiena) que Sapor havia tomado em 297. Em 304, as esposas, filhos e irmãs de Narses desfilaram em Roma no triunfo celebrado pelos augustos Diocleciano e Maximiano.